# Hellerup Strandpark
Hellerup Strandpark er en park i to dele mellem Strandparksvej og Onsgårdsvej ud til Øresund: Staudehaven og Rosenhaven, der grænser op til Hellerup Havn. 
Hellerup Strandpark er tegnet af landskabsarkitekt G.N. Brandt i 1912-18 på et funktionalistisk grundlag. Rosenhaven blev renoveret i 2018, hundredåret efter åbningen, med mange nye roser og et bunddække af Helleborus. Staudehaven står nu med omkring 100 stauder, med nogle fra udlandet.
- Rosenhaven
- Rosenhaven
- Rosenhaven
- Staudehaven